# Technocom
Technocom (hay Technokom; tiếng Ukraina: Техноком) là một công ty lớn của Ukraina, thành lập năm 1993 và có trụ sở chính tại thành phố Kharkiv. Từ những năm 2000, qua 2 công ty cổ phần Vincom và Vinpearl, Technocom đầu tư tại Việt Nam trong các lĩnh vực Du lịch khách sạn, bất động sản, chứng khoán và thương mại tài chính. Tháng 9 năm 2009, Tập đoàn Technocom tại Việt Nam đổi tên thành Tập đoàn Đầu tư Việt Nam và tháng 2 năm 2010, Công ty TNHH Technocom tại Ukraina bán lại cho Nestle.
Đến tháng 11 năm 2011, chính thức sáp nhập Vincom và Vinpearl về mặt cổ phần hóa, thành Công ty Cổ phần Tập đoàn Đầu tư Việt Nam (Tập đoàn Vingroup).

## Quá trình hoạt động tại Ukraina
Tập đoàn Technokom này do một số Việt kiều, từng là cựu sinh viên người Việt đã học ở Moskva, Nga thành lập từ ngày 8 tháng 8 năm 1993, bao gồm: Phạm Nhật Vượng, Lê Viết Lam, Phạm Thúy Hằng, Phạm Thu Hương, Nguyễn Hương Lan, Trần Minh Sơn, Nguyễn Thủy Hà. Lúc đầu kinh doanh trong lãnh vực sản xuất thức ăn đóng gói, chủ yếu là mì ăn liền, sau này đầu tư vào bất động sản tại Kharkiv, Ukraina.
Thương hiệu mì gói Mivina (Мивина trong tiếng Nga, Мiвiна trong tiếng Ukraina)  của Technocom nổi tiếng nhất về ngành đóng gói thực phẩm ở Ukraina. Sản phẩm của Mivina chiếm 80-85% thị phần các mặt hàng cùng loại trên địa bàn. Từ năm 2003, sản phẩm của Mivina liên tục giành được các giải thưởng danh giá: Chất lượng châu Âu, Thương hiệu Vàng, Mặt hàng số một trong năm, bán rất chạy ở hơn 20 nước châu Âu.
Theo Báo Tiền Phong, trị giá thương hiệu năm 2005 của Mivina là gần 70 triệu đô la . Nhưng theo ký giả Tô Phán của báo Lao động, thì năm 2006, tạp chí Gvardia, một tạp chí được cho là có uy tín hàng đầu của Ucraina (?) đã công bố kết quả nghiên cứu của hãng "Gliskie contracty" chuyên về điều tra xã hội, đã định giá thương hiệu Mivina là khoảng 1 tỷ đô la.

### Sản phẩm
- Mì ăn liền Mivina
- Bánh snack Bim Bim
- Khoai tây ăn liền
- Bánh mì khô ướp gia vị
- Nước chấm
- Thịt hầm

### Công trình ở Ukraina
- Trung tâm Thương mại Barabasova (lớn nhất Ukraina)
- Trung tâm Thương mại Aver City
- Siêu thị Sun City Plaza

## Đầu tư tại Việt Nam
Từ những năm 2000, qua 2 công ty cổ phần Vincom và Vinpearl, Technocom hoạt động kinh doanh tại Việt Nam trong các lĩnh vực Du lịch khách sạn, bất động sản, chứng khoán và thương mại tài chính. 
- Khu du lịch Hòn ngọc Việt - Vinpearl Resort and Spa (nơi diễn ra cuộc thi hoa hậu Việt Nam năm 2006)
- Quần thể: Khách sạn 5 sao Vinpearl Resort and Spa; Công viên giải trí Vinpearl - Vinpearl Land tại Nha Trang.
- Trung tâm thương mại Vincom - Vincom City Tower ở Hà Nội.
- Khu phức hợp Vincom Park Place ở Hà Nội.
- Trung tâm thương mại Vincom Plaza ở Hải Phòng.
- Dự án Trung tâm thương mại Eden tại Thành phố Hồ Chí Minh [7]
- Công ty cổ phần Truyền thông Việt Nam (VCCORP) - một trong những Công ty đầu tiên tham gia vào lĩnh vực Internet tại Việt Nam với các website cho cộng đồng, hiện không còn nắm giữ VCCORP.

## Tái cơ cấu
Tháng 9 năm 2009, Tập đoàn Technocom tại Việt Nam đổi tên thành Tập đoàn Vingroup (tên đầy đủ là: Tập đoàn Đầu tư Việt Nam), chuyển trụ sở từ Kharkiv (Ukraina) về Hà Nội .
Tháng 2 năm 2010, Tập đoàn Nestle của Thụy Sĩ đã mua lại cơ sở Technocom ở Ukraina và thương hiệu Mivina, giá mua được thỏa thuận giữ kín . Vào thời điểm đó, Technocom có 3 nhà máy tại Kharkov là "Mivina-3″, "EF-G-FOOD" và "Pakservis", với 1900 người lao động và doanh thu hàng năm là khoảng 100 triệu đô la .
Tháng 11 năm 2011, đại hội cổ đông bất thường 2 Công ty Cổ phần Vincom và Vinpearl đã chính thức thông qua phương án sáp nhập để thành lập Công ty Cổ phần Tập đoàn Đầu tư Việt Nam (Vingroup) 